# Presó d'Estremera
La presó d'Estremera, anomenada Centre Penitenciari Madrid VII, és un centre penitenciari ubicat a la població d'Estremera en la Comunitat de Madrid inaugurat el 2008 pel llavors ministre de l'Interior, Alfredo Pérez Rubalcaba. Està situada al límit provincial entre Madrid i Conca i compta amb 1.214 cel·les d'11 metres quadrats distribuïts en 16 mòduls i capacitat per acollir 1.500 interns.
La presó va costar 100 milions d'euros i ocupa una superfície construïda de 91.761 metres quadrats. L'edifici d'infermeria compta amb 64 llits.